# Aleksandr Zernov
Aleksandr Sergueïévitch Zernov (en russe : Александр Сергеевич Зернов) est un footballeur et entraîneur de football russe né le 21 juillet 1974 à Ivanovo.

## Biographie
Né et formé dans la ville d'Ivanovo, Aleksandr Zernov fait ses débuts professionnels au sein de l'équipe locale du Tekstilchtchik Ivanovo au cours de la saison 1991, disputant alors cinq rencontres en quatrième division soviétique à l'âge de 17 ans. Dans les années qui suivent, il s'impose progressivement comme titulaire au sein de l'attaque et dépasse constamment les dix buts par saison entre 1993 et 1995 au sein des deuxième et troisième divisions russes, connaissant son année la plus prolifique en 1994 avec 20 buts marqués toutes compétitions confondues. Durant cette période, il est également sélectionné avec la sélection russe des moins de 20 ans dans le cadre de la Coupe du monde de 1993 où il dispute un match contre l'Australie lors de la phase de groupes.
Ses performances à Ivanovo lui valent d'être recruté à la fin du mois d'août 1995 par le Rotor Volgograd. Cette arrivée tardive l'empêche de pouvoir être inscrit dans le championnat russe pour le reste de la saison, mais il parvient tout de même à disputer quatre rencontres dans la Coupe UEFA, délivrant notamment une passe décisive lors du match retour de la victoire contre Manchester United lors du premier tour. Il découvre finalement la première division russe lors de la saison 1996, disputant 30 rencontres pour trois buts marqués tandis que les siens terminent troisième. Il se démarque également en Coupe Intertoto où il inscrit trois buts en huit matchs. Il connaît sa meilleure année dans l'élite en 1997, étant cette saison-là buteur à onze reprises alors que le Rotor passe proche de remporter le titre de champion, échouant finalement devant le Spartak Moscou en finissant second. Ses performances lui valent tout de même d'être inclus au sein de la liste des 33 meilleurs joueurs du championnat russe (ru) en tant que troisième meilleur attaquant. Moins utilisé dans les années qui suivent tandis que les résultats sportifs du Rotor se dégradent à partir de la fin des années 1990, il quitte finalement le club à l'issue de la saison 2002, après un passage de sept ans et demi.
En plus de quitter Volgograd, Zernov quitte également définitivement la première division et rejoint en 2003 le Terek Grozny au deuxième échelon où il passe une année avant de signer pour le Sodovik Sterlitamak, en troisième division. Il y devient rapidement le principal buteur de l'équipe, marquant respectivement 19 et 18 fois en 2004 puis 2005, aidant lors de cette dernière année le club à monter à l'échelon supérieur ainsi qu'à remporter la Coupe PFL, sorte de phase finale servant à désigner le vainqueur de la troisième division. Il prend par la suite part à la saison 2006 au cours de laquelle le Sodovik termine sixième du deuxième échelon avant de s'en aller en fin d'année.
Il rejoint par la suite le Baltika Kaliningrad pour le début de l'exercice 2007 avant de s'en aller au Volga Nijni Novgorod pour la fin de saison au troisième échelon. Il contribue dès l'année suivante à la montée de l'équipe en deuxième division en remportant le groupe Oural-Povoljié. Peu utilisé en 2009, il quitte par la suite Nijni Novgorod pour revenir dans son club formateur du Tekstilchtchik Ivanovo où il passe une dernière année avant de mettre un terme à sa carrière professionnelle à la fin de la saison 2010, à l'âge de 36 ans. Il reste tout de même brièvement actif au niveau amateur avec le FK Vologda, club dont il devient rapidement l'entraîneur entre 2011 et 2013. Il occupe par la suite un poste d'adjoint au sein du club lituanien du Banga Gargždai durant la saison 2014 sous les ordres de Maksim Tichtchenko (en), qu'il a notamment côtoyé au Rotor Volgograd.

## Statistiques
| Saison                | Club                   | Championnat           | Championnat | Championnat | Coupe(s) nationale(s) | Coupe(s) nationale(s) | Compétition(s) continentale(s) | Compétition(s) continentale(s) | Compétition(s) continentale(s) | Total | Total |
| Saison                | Club                   | Division              | M.          | B.          | M.                    | B.                    | Comp.                          | M.                             | B.                             | M.    | B.    |
| 1991                  | Tekstilchtchik Ivanovo | D4                    | 5           | 0           | -                     | -                     | -                              | -                              | -                              | 5     | 0     |
| 1992                  | Tekstilchtchik Ivanovo | D2                    | 24          | 4           | 2                     | 0                     | -                              | -                              | -                              | 26    | 4     |
| 1993                  | Tekstilchtchik Ivanovo | D2                    | 39          | 10          | 2                     | 0                     | -                              | -                              | -                              | 41    | 10    |
| 1994                  | Tekstilchtchik Ivanovo | D3                    | 39          | 19          | 2                     | 1                     | -                              | -                              | -                              | 41    | 20    |
| 1995                  | Tekstilchtchik Ivanovo | D3                    | 25          | 15          | 2                     | 2                     | -                              | -                              | -                              | 27    | 17    |
| Sous-total            | Sous-total             | Sous-total            | 132         | 48          | 8                     | 3                     | -                              | -                              | -                              | 140   | 51    |
| 1995                  | Rotor Volgograd        | D1                    | -           | -           | -                     | -                     | C3                             | 4                              | 0                              | 4     | 0     |
| 1996                  | Rotor Volgograd        | D1                    | 30          | 3           | 3                     | 1                     | CI                             | 8                              | 3                              | 41    | 7     |
| 1997                  | Rotor Volgograd        | D1                    | 31          | 11          | 3                     | 1                     | C3                             | 6                              | 1                              | 40    | 13    |
| 1998                  | Rotor Volgograd        | D1                    | 21          | 3           | 4                     | 1                     | C3                             | 1                              | 1                              | 26    | 5     |
| 1999                  | Rotor Volgograd        | D1                    | 11          | 0           | 2                     | 1                     | -                              | -                              | -                              | 13    | 1     |
| 2000                  | Rotor Volgograd        | D1                    | 21          | 4           | 2                     | 0                     | -                              | -                              | -                              | 23    | 4     |
| 2001                  | Rotor Volgograd        | D1                    | 24          | 5           | 1                     | 0                     | -                              | -                              | -                              | 25    | 5     |
| 2002                  | Rotor Volgograd        | D1                    | 22          | 1           | -                     | -                     | -                              | -                              | -                              | 22    | 1     |
| Sous-total            | Sous-total             | Sous-total            | 160         | 27          | 15                    | 4                     | -                              | 19                             | 5                              | 194   | 36    |
| 2003                  | Terek Grozny           | D2                    | 33          | 8           | -                     | -                     | -                              | -                              | -                              | 33    | 8     |
| Sous-total            | Sous-total             | Sous-total            | 33          | 8           | -                     | -                     | -                              | -                              | -                              | 33    | 8     |
| 2004                  | Sodovik Sterlitamak    | D3                    | 30          | 17          | 4                     | 2                     | -                              | -                              | -                              | 34    | 19    |
| 2005                  | Sodovik Sterlitamak    | D3                    | 35          | 15          | 3                     | 3                     | -                              | -                              | -                              | 38    | 18    |
| 2006                  | Sodovik Sterlitamak    | D2                    | 30          | 7           | -                     | -                     | -                              | -                              | -                              | 30    | 7     |
| Sous-total            | Sous-total             | Sous-total            | 95          | 39          | 7                     | 5                     | -                              | -                              | -                              | 102   | 44    |
| 2007                  | Baltika Kaliningrad    | D2                    | 25          | 8           | 2                     | 0                     | -                              | -                              | -                              | 27    | 8     |
| Sous-total            | Sous-total             | Sous-total            | 25          | 8           | 2                     | 0                     | -                              | -                              | -                              | 27    | 8     |
| 2007                  | Volga Nijni Novgorod   | D3                    | 9           | 2           | -                     | -                     | -                              | -                              | -                              | 9     | 2     |
| 2008                  | Volga Nijni Novgorod   | D3                    | 28          | 5           | 4                     | 1                     | -                              | -                              | -                              | 32    | 6     |
| 2009                  | Volga Nijni Novgorod   | D2                    | 15          | 1           | -                     | -                     | -                              | -                              | -                              | 15    | 1     |
| Sous-total            | Sous-total             | Sous-total            | 52          | 8           | 4                     | 1                     | -                              | -                              | -                              | 56    | 9     |
| 2010                  | Tekstilchtchik Ivanovo | D3                    | 28          | 2           | 1                     | 1                     | -                              | -                              | -                              | 29    | 3     |
| Total sur la carrière | Total sur la carrière  | Total sur la carrière | 525         | 140         | 37                    | 14                    | -                              | 19                             | 5                              | 581   | 159   |